# Arany tinóru
Az aranytinóru (Xerocomellus chrysenteron) a valódi gombák (Fungi) országához, azon belül a tinórufélék családjába tartozó, Magyarországon is megtalálható faj, amelyet korábban a tinóru (nemezestinóru, Xerocomus) nemzetségbe soroltak, majd 2008-ban a cseh mikológus, Josef Šutara az újonnan létrehozott Xerocomellus nemzetségbe sorolta be.

## Előfordulás
Májustól novemberig, lomb és fenyőerdőben, parkokban növő gyakori faj.

## Kalap
3–10 cm átmérőjű; félgömb alakú, domború, majd kiterül; sárgásvöröses vagy olívbarnás; felülete nemezes, gyakran erősen felrepedezik, a repedésekben a hús vöröses.

## Csöves rész
Tág pórusú; sárgás majd zöldessárga, olívzöld lesz, nyomásra kékül.

## Tönk
3–6 cm hosszú, 0,5–1,5 cm vastag; karcsú, gyakran görbe, töve többnyire elvékonyodik; sárgás alapon vöröses korpázottság díszíti.

## Hús
A kalapban gyorsan megpuhul, a tönkben keményebb; sárga, a kalap bőre alatt vöröses, vágásra kissé kékül; gyenge gyümölcsillatú, jóízű.

## Étkezési érték
Ehető, árusítható, de gyorsan megromlik.

## Összetéveszthetőség
Összetéveszthető az ehető recéstönkű nemezestinóruval, és hasonlít hozzá még az ehető piros tinóru és a mérgező farkastinóru.